# 渡邉美奈
渡邉 美奈（わたなべ みな、1985年9月16日 - ）は、茨城県水戸市出身の、日本人の女子柔道選手である。階級は70キロ及び78キロ級。身長162cm。得意技は一本背負投、袖釣込腰。組み手は右組み。段位は参段。血液型はB型。

## 人物
柔道は9歳の時に茨城武道館で始めた。緑岡中学から土浦日大高校へ進むと、高校選手権70キロ級で2連覇を果たして頭角を現した。なお、高校時代の同級生には2009年の48キロ級世界チャンピオン福見友子がいた。
高校卒業後、コマツに入社して国内外の大会で活躍するも、日本代表にまでは今一歩及ばなかったが、2009年ついに代表の座を手にして世界選手権（オランダ・ロッテルダム）70kg級で3位となった。2010年に東京で開催された世界選手権では準々決勝で國原頼子に敗れるなどして7位にとどまった。
2011年からは了徳寺学園に所属を変更すると、夏から階級を78kg級に変更した。全日本実業柔道個人選手権大会では2度優勝するも、以前ほどの活躍は見られなかった。2014年には了徳寺学園を退職すると、結婚して石戸姓になった。

## 戦績
(70kg級での成績)
- 2002年 - 高校選手権　優勝
- 2003年 - 高校選手権　優勝（2連覇）
- 2003年 - 全日本ジュニア　優勝
- 2004年 - 福岡国際　優勝
- 2005年 - アジア選手権　優勝
- 2006年 - 福岡国際　優勝
- 2006年 - 講道館杯　優勝
- 2007年 - 講道館杯　優勝
- 2007年 - フランス国際　3位
- 2008年 - ドイツ国際　3位
- 2008年 - 嘉納治五郎杯東京国際柔道大会　3位
- 2009年 - グランプリ・ハンブルク　優勝
- 2009年 - 全日本選抜柔道体重別選手権大会　優勝
- 2009年 - 世界選手権 3位
- 2009年 - 講道館杯全日本柔道体重別選手権大会　優勝
- 2009年 - グランドスラム・東京　優勝
- 2010年 - グランプリ・デュッセルドルフ　優勝
- 2010年 - 世界選手権 東京　7位
- 2010年 - 世界団体　3位
- 2010年 - アジア大会　5位

(これ以降は78kg級での成績)
- 2011年 - 全日本実業柔道個人選手権大会　優勝
- 2012年 - 全日本実業柔道個人選手権大会　2位
- 2013年 - 全日本実業柔道個人選手権大会　優勝
- 2013年 - 国体　成年女子の部　優勝

(出典、JudoInside.com)